# Pipistrel Taurus
Pipistrel Taurus (latinsko: bik) je slovensko dvosedežno jadralno letalo z lastnim pogonom, microlight kategorije.

## Razvoj
Načrtovan in izdelan v podjetju Pipistrel, je Taurus eno izmed prvih letal take vrste. Uporablja majhen Rotaxov motor, zato lahko sam vzleta in tudi leti s pomočjo motorja, če niso ugodni pogoji za jadranje. Motor mu omogoča tudi letenje na področjih, ki bi bil nedosegljiva za običajno jadralno letalo.
Uporabili so krila modela Sinus, na novo pa so izdelali trup letala. Ko letalo ne potrebuje motorja, se le-ta spravi v trup letala, da ne povzroča zračnega upora. 
Taurus Electro ima električni brezkrtačni trifazni motor.

## Različice
- Taurus 503: različica z motorjem Rotax 503
- Taurus Electro: z električni 40 konjski motor, krstni let 2007
- Taurus PureGlider: različica brez motorja, klasično jadralno letalo
- Taurus Electro G2: z električnim motorjem in 40 konjskim motorjem in Li-Ion baterijami za 17 minut leta[1] to an altitude of 2000 m (6500 ft),[2]
- Taurus G4: dvotrupna različica na osnovi Taurus Electro, prototip za testiranje električnega motorja za Panthero. Ima 150 kW motor na srednjem krilu med trupoma. Septembra 2011 je zmagal na tekmovanju Green Flight Challenge in dobil 1,35 milijona USD od donatorja Nase.

## Tehnične specifikacije
Generalne karakteristike:
- Posadka: 2
- Dolžina: 7.27 m (23 ft 10 in)
- Razpon krila: 14.97 m (49 ft 1 in)
- Višina: 1.41 m (4 ft 8 in)
- Površina kril: 12.33 m2 (132.7 sq ft)
- Vitkost: 18.6
- Teža praznega letala: 285 kg (628 lb)
- Maks. vzletna teža: 450 kg (992 lb)
- Motor: 1 × Rotax 503, 53 kW (71 hp)
- Propeler: 2-listni, premer1.6 m (5 ft 3 in)
- Prtljaga:

Sposobnosti:
- Maks. hitrost: 130 km/h (81 mph; 70 kn) z zakrilci
- Neprekoračljiva hitrost: 225 km/h (140 mph; 121 kn)
- Hitrost izgube vzgona: 63 km/h (39 mph; 34 kn) z zakrilci
- Jadralno število: 41:1
- Hitrost padanja: 0.7 m/s (140 ft/min)